# Музтаг-Тауэр
Музта́г-Тауэр (урду مضطاغ ٹاور‎, англ. Muztagh Tower, в переводе Башня Музтаг) (7273 м или 7245 м) — это гора, расположенная в хребте Балторо Музтаг, часть горной системы Каракорум в Гилгит-Балтистане. Гора находится между двумя ледниками: Балторо и Сарпо Лагго. Музтаг-Тауэр — 91 по высоте вершина мира. Название Музтаг означает в переводе с уйгурского «ледяная гора».
Музтаг-Тауэр прославили эффектные снимки, сделанные итальянским фотографом Витторио Селла во время экспедиции на Чогори в 1909 году. Почти пятьдесят лет спустя, в 1956 году, эти фотографии вдохновили две экспедиции в гонке за первое восхождение на Музтаг. Обе команды нашли менее крутой маршрут, чем предлагал Селла. Британская экспедиция, в состав которой вошли: Джон Хартог, Джо Браун, Том Пати и Ян Макнот-Дэвис, поднялась на гору с западной стороны пика и достигли вершины 6 июля, за пять дней до того как вершины достигла французская команда альпинистов, которые поднялись на гору с востока. Доктор Франсуа Флоренци ждал обе команды в лагере IV в течение 42 часов без радиосвязи.
После 1956 года было много попыток, но успешных было всего две: Английская экспедиция 1984 года в составе Малл Дафф, Тони Бриндел, Джон Тинкер и Сенди Аллан свершила второе прохождение по маршруту своих соотечественников - по Северо-Западному гребню. В 1990 году опять по английскому маршруту совершили восхождение шведские альпинисты, Горан Кропп и Рафаель Енсен.
24 августа 2008 года по северо-восточной стороне поднимались два словенских альпиниста, Павле Козжек и Деян Мишкович. Они разбили лагерь после 17 часов восхождения. Позже поднялся сильный ветер и альпинисты приняли решение не подниматься на вершину. Однако, когда они начали спускаться, Козжек сорвался и разбился насмерть.
25 августа 2012 года, 56 лет спустя, после того, как первый человек вступил на вершину, Сергей Нилов, Дмитрий Головченко и Александр Ланге поднялись на вершину проложив новый маршрут по центру северо-восточной стене, ранее считавшийся неприступной. Восхождение длилось 17 дней.